# René-O. Boivin
René-O. Boivin (né en 1908 et décédé le 6 octobre 1959), de son nom complet René-Oscar Boivin, qui signait parfois sous le pseudonyme de Rob, est un dramaturge, scénariste et critique québécois.
Il a scénarisé la bande dessinée Bouboule, publiée de 1936 à 1937 et rééditée en 2019. Il a aussi été scripteur du feuilleton radiophonique Rue Principale de 1943 à 1946.
En 1949, il fonde de la Société des auteurs dramatiques, aujourd'hui la Société des auteurs, de radio, télévision et cinéma (SARTEC).
Il était éditorialiste en chef de l'hebdomadaire spécialisé Radiomonde, fondé par son beau-frère Marcel Provost.